# Presunzione di conformità
Il concetto di presunzione di conformità è legato alla sicurezza dei prodotti e più precisamente alla loro marcatura CE. Per presunzione di conformità s'intende la conformità di un determinato prodotto ad una determinata specifica tecnica (technical specification), riferibile ad una norma armonizzata che presuppone il rispetto dei requisiti essenziali contenuti nelle direttive nuovo approccio.
La presunzione di conformità è concetto privo di significato per i prodotti marcati CE sulla base di un Benestare Tecnico Europeo, acronimo BTE (ovvero European technical Approvement, acronimo ETA), in quanto questi sono a tutti gli effetti conformi alle Direttiva e non presunti tali.

## Significato giuridico della presunzione di conformità
L'applicazione delle norme armonizzate che conferiscono una presunzione di conformità, al contrario della comune opinione, è generalmente (ma non sempre) volontaria.
Tuttavia, il vantaggio di sussumere un prodotto nell'ambito di una specifica tecnica europea comporta:
- Non subire limitazioni alla libera circolazione del prodotto nell'area del Mercato Unico Europeo ai sensi degli articoli 28 e 30 del Trattato CE.
- L'inversione dell'onere della prova sul rispetto dei requisiti essenziali stabiliti dalle Direttive nuovo approccio.

In particolare, quest'ultimo punto non è cosa da poco. Posto che i prodotti sono immessi nel mercato sotto la responsabilità del fabbricante o dell'importatore, avvalersi di una finzione giuridica che inverte l'onere della prova significa che un prodotto conforme ad una norma armonizzata può essere contestato solo se la violazione dei requisiti della Direttiva di riferimento venga concretamente provata.

## Esclusione della presunzione di conformità
Alcune norme armonizzate escludono espressamente la presunzione di conformità oppure ne limitano l'efficacia ad alcuni parametri tecnici ed altri no. Questo fenomeno ha una rilevanza giuridica ma non tecnica. Un caso emblematico è riferibile alla EN 795:2002 sulla quale ha avuto occasione d'esprimersi la Corte di giustizia delle Comunità europee.
Non godere della presunzione di conformità non significa che il prodotto disciplinato da una determinata norma armonizzata non debba essere realizzato esattamente come prescritto (a fortiori se la EN è stata recepita e quindi ha forza di Legge, ancorché nazionale e non Europea). Molto più banalmente, quando una specifica tecnica esclude la presunzione di conformità significa che la Commissione ha verificato che i termini del mandato (ad esempio quello conferito al CEN per la redazione della EN 795) sono stati travalicati. In questo caso mancano i presupposti giuridici del mutuo riconoscimento sanciti negli Art. 28 e 30 del trattato che istituisce la Comunità europea (trattato CE) e quindi il prodotto sarà giudicato conforme con riferimento alla Legislazione interna di ogni singolo paese membro.